# Imre Czinege
Imre Czinege (ur. 1 stycznia 1942 w Ceglédzie) – węgierski lekarz i polityk, poseł do Zgromadzenia Narodowego, eurodeputowany V kadencji.

## Życiorys
Absolwent medycyny na Budapeszteńskim Uniwersytecie Medycznym (1966). Specjalizował się w chirurgii naczyniowej. Pracował jako lekarz, był ordynatorem oddziału chirurgii w szpitalu Toldy Ferenc Kórház w rodzinnej miejscowości. Członek węgierskiego towarzystwa chirurgów.
Należał do założycieli Węgierskiej Partii Socjalistycznej. Od 1998 był radnym komitatu Pest. W 2002 i 2006 wybierany na posła do Zgromadzenia Narodowego, zasiadał w nim do 2010. Od 2003 był obserwatorem w Parlamencie Europejskim V kadencji, a od maja do lipca 2004 pełnił funkcję europosła.